# Fordia stipularis
Fordia stipularis är en ärtväxtart som först beskrevs av David Prain, och fick sitt nu gällande namn av Stephen Troyte Dunn. Fordia stipularis ingår i släktet Fordia och familjen ärtväxter. Inga underarter finns listade i Catalogue of Life.